# Districte de Muzaffarabad
El districte de Muzaffarabad — مُظفٌر آباد ضلع en pahari— és una divisió administrativa d'Azad Kashmir (literalment "Caixmir Lliure", també traduït per Azad Caixmir) amb capital a Muzaffarabad, regat pels rius Jhelum i Neelum, i de caràcter muntanyós. La superfície és de 6.117 km i la població el 1998 d'uns 725.000 habitants. Està dividit administrativament per tres tehsils: Muzaffarabad, Hattian i Athmuqam.